# Liste von Persönlichkeiten der Stadt Newcastle upon Tyne
Die folgende Liste enthält in Newcastle upon Tyne geborene sowie zeitweise lebende Persönlichkeiten, chronologisch aufgelistet nach dem Geburtsjahr. Die Liste erhebt keinen Anspruch auf Vollständigkeit.

## In Newcastle geborene Persönlichkeiten

### Bis 1900
- Mary Astell (1666–1731), Philosophin
- Elizabeth Elstob (1683–1756), Gelehrte
- Charles Avison (1709–1770), Komponist
- Mark Akenside (1721–1770), Arzt und Dichter
- William Hutchinson (1715–1801), Seemann, Erfinder und Autor
- Cuthbert Collingwood, 1. Baron Collingwood (1750–1810), Vizeadmiral
- George Stephenson (1781–1848), Ingenieur und Hauptbegründer des Eisenbahnwesens
- John Baillie (1806–1859), Maschinenbau-Ingenieur
- William Chapman Hewitson (1806–1878), Entomologe und Ornithologe
- William George Armstrong, 1. Baron Armstrong (1810–1900), Industrieller
- Thomas Snow Beck (1814–1877), Gynäkologe und Chirurg
- Joseph Crawhall (1821–1896), Seiler, Folklore-Herausgeber, Illustrator und Aquarellmaler
- John Scott Burdon-Sanderson (1828–1905), Physiologe
- Daniel Oliver (1830–1916), Botaniker
- Andrew Ainslie Common (1841–1903), Astronom
- Charles Napier Hemy (1841–1917), Marinemaler
- James William McCarthy (1853–1943), schottischer Geistlicher
- Horatio Caro (1862–1920), Schachspieler und Schachtheoretiker
- John Noble, 1. Baronet (1865–1938), Geschäftsmann und Sammler
- Joseph Laycock (1867–1952), Motorbootfahrer
- George Murray Levick (1876–1956), britischer Arzt, Antarktik-Forscher und Gründer der British Schools Exploring Society
- Thomas Havelock (1877–1968), Schiffbauingenieur und Hochschullehrer
- Muriel Robb (1878–1907), Tennisspielerin
- Jack Brammall (1879–unbekannt), amerikanischer Schauspieler
- Lewis Fry Richardson (1881–1953), Meteorologe und Friedensforscher
- Marie Hall (1884–1956), Violinistin
- Ove Arup (1895–1988), Ingenieur und Tragwerksplaner
- Billy Kirton (1895–1970), Fußballspieler

### 1901 bis 1950
- Rudolf Iwanowitsch Abel (1903–1971), Agent
- Samuel Tolansky (1906–1973), Physiker
- Friedrich Dalberg (1907–1988), Opernsänger
- Andrew Aitken (1909–1984), Fußballtorhüter
- Lesslie Newbigin (1909–1998), Missionar und Bischof
- Arthur Blenkinsop (1911–1979), Politiker
- William Hawthorne (1913–2011), Luftfahrtingenieur
- Denys Hay (1915–1994), Historiker und Hochschullehrer
- Len Duns (1916–1989), Fußballspieler
- Michael Gough (1916–1973), Archäologe
- Raffaello de Banfield (1922–2008), Komponist
- Herbert Loebl (1923–2013), Ingenieur, Unternehmer, Historiker und Philanthrop
- Basil Hume (1923–1999), Erzbischof
- Jimmy Mullen (1923–1987), Fußballspieler
- John Frank Davidson (1926–2019), Chemieingenieur
- Angus Maddison (1926–2010), Ökonom
- Jack Douglas (1927–2008), Schauspieler
- Hugh Lindsay (1927–2009), römisch-katholischer Bischof
- Joe Robinson (1927–2017), Wrestler und Schauspieler
- Keith Hall (1929–2017), Autorennfahrer
- Peter Higgs (1929–2024), theoretischer Physiker und Nobelpreisträger
- Jack Higgins (1929–2022), Autor
- Doug Robinson (1930–2021), Schauspieler und Stuntman
- Neil Bartlett (1932–2008), Chemiker
- Peter Terson (1932–2021), Dramatiker
- Harry Woolf (* 1933), Jurist
- Ralph Rumney (1934–2002), Künstler
- Donald Sanderson (1935–2020), Radrennfahrer
- Chas Chandler (1938–1996), Musiker, Produzent und Manager
- John Irvin (* 1940), Filmregisseur
- Eric Burdon (* 1941), Rock-Musiker
- Hank B. Marvin (* 1941), Gitarrist und Songwriter
- Lee Jackson (* 1943), Musiker
- Phyllida Barlow (1944–2023), Gegenwartskünstlerin
- Tony Scott (1944–2012), Filmregisseur
- Timothy Kirkhope (* 1945), Rechtsanwalt und Politiker
- Derek Parkin (* 1948), Fußballspieler
- Richard Kersten (* 1949), Musiker
- Robert Bernasconi (* 1950), Edwin Erle Sparks Professor für Philosophie und  Afroamerikanische Studien
- Bill Green (1950–2017), Fußballspieler und -trainer
- Pete Jacobsen (1950–2002), Jazzmusiker

### Ab 1951
- Kevin Whately (* 1951), Schauspieler
- Sting (* 1951), Sänger
- Tim Healy (* 1952), Schauspieler und Synchronsprecher
- Jimmy Nail (* 1954), Schauspieler und Sänger
- Rowan Atkinson (* 1955), Schauspieler
- Paul Lamb (* 1955), Mundharmonikaspieler
- Mary Bell (* 1957), Kindsmörderin
- Terry Pawson (* 1957), Architekt
- Matt Ridley (* 1958), Zoologe
- Michael Shanks (* 1959), Archäologe
- Willie Williams (* 1959), Videokünstler und Designer
- Peter Beardsley (* 1961), Fußballspieler
- Janet McTeer (* 1961), Schauspielerin
- Imogen Stubbs (* 1961),  Schauspielerin
- Abhisit Vejjajiva (* 1964), Politiker
- Paul W. S. Anderson (* 1965), Film-Regisseur, Drehbuchautor und Produzent
- Tim Burke (* 1965), Spezialist für visuelle Effekte
- John Carver (1965), Fußballspieler und-trainer
- Lee Hall (* 1966), Dramatiker und Drehbuchautor
- Greg Wise (* 1966), Schauspieler
- Richard Cobbing (* 1967), Freestyle-Skier
- Emily Woof (* 1967), Schauspielerin, Regisseurin und Drehbuchautorin
- Jonathan „Spike“ Gray (* 1968), Sänger der Band The Quireboys
- Warren Hughes (* 1969), Autorennfahrer
- Neil Marshall (* 1970), Filmregisseur und Drehbuchautor
- Alan Shearer (* 1970), Fußballspieler
- Suzanne May (* 1971), Schauspielerin
- Alan Thompson (* 1973), Fußballspieler
- Declan Donnelly (* 1975), Sänger und Moderator
- Shona Fraser (* 1975), Musikjournalistin
- Shivani Ghai (* 1975), Schauspielerin
- Tony Grey (* 1975), britischer Fusionmusiker
- Anthony McPartlin (* 1975), Sänger und Moderator
- Vanessa Atkinson (* 1976), Squashspieler
- Sue Rolph (* 1978), Schwimmerin
- Miles Jupp (* 1979), Schauspieler und Komiker
- Paul Nicholson (* 1979), Dartprofi
- Charlie Hunnam (* 1980), Schauspieler
- Stephen Miller (* 1980), Leichtathlet im Behindertensport
- Anna Turvey (* 1980), irische Radsportlerin
- Andrea Riseborough (* 1981), Schauspielerin
- James Nelson (* 1982), Tennisspieler
- Michael Chopra (* 1983), Fußballspieler
- Cheryl Cole (* 1983), Popsängerin
- Ben Robson (* 1984), Schauspieler
- Ryan Joyce (* 1985), Dartspieler
- Harry Vaulkhard (* 1985), Rennfahrer
- Benjamin Satterley (* 1986), Wrestler
- Patrick Leonard (* 1988), Pokerspieler
- Paul Dummett (* 1991), Fußballspieler
- Mark Gillespie (* 1992), Fußballtorhüter
- Aimee Kelly (* 1993), Schauspielerin
- Abigail Thorn (* 1993), Schauspielerin und Youtuberin
- Jack Gurr (* 1995), Fußballspieler
- Adam Armstrong (* 1997), Fußballspieler
- Rosie Mac (* 1997), Schauspielerin, Sängerin und Model
- Callan Rydz (* 1998), Dartspieler
- Jack Lambert (* 1999), Fußballspieler
- Tosan Evbuomwan (* 2001), Basketballspieler
- Kieran Reilly (* 2001), BMX-Freestyle-Fahrer
- Shola Shoretire (* 2004), Fußballspieler

## Berühmte Einwohner von Newcastle
- Bobby Clark (* 2005), Fußballspieler, wuchs in Newcastle auf
- Brian Johnson (* 1947), Sänger (AC/DC), wuchs in Newcastle auf
- Mark Knopfler (* 1949), Sänger und Gitarrist (Dire Straits), wuchs in Newcastle auf
- Robert Morrison (1782–1834), erster britischer presbyterianischer Missionar in China ab 1807 und Bibelübersetzer, wuchs in Newcastle auf
- Gordon Matthew Sumner alias Sting (* 1951), Popmusiker, wuchs in Newcastle auf
- Neil Tennant (* 1954), Musiker und Musikjournalist (Pet Shop Boys), wuchs in Newcastle auf